# روزل زک
روزل زک (آلمانی: Rosel Zech; ۷ ژوئیهٔ ۱۹۴۲ – ۳۱ اوت ۲۰۱۱) بازیگر اهل آلمان بود.
از فیلم‌ها یا برنامه‌های تلویزیونی که وی در آن نقش داشته‌است می‌توان به اشتیاق ورونیکا فوس، عصر یخبندان اشاره کرد.